# بوبنراویته
بوبنراویته (به آلمانی: Bubenreuth) یک شهر در آلمان است که در ارلانگن-هخشتات واقع شده‌است.